# Felice Montagnini
Felice Montagnini, né le 11 mars 1902 à Turin (Piémont) et mort le 20 février 1966 à Rome (Latium), est un compositeur italien.

## Biographie
Dans le cinéma italien, il est l'auteur d'une cinquantaine de musiques de films entre 1931 et 1966, à la fois comme compositeur et comme chef d'orchestre.

## Filmographie partielle
- 1931 : Vous que j'adore (Rubacuori) de Guido Brignone
- 1931 : L'Homme à la griffe (en) (L'uomo dall'artiglio) de Nunzio Malasomma
- 1931 : La scala (it) de Gennaro Righelli
- 1932 : L'armata azzurra (it) de Gennaro Righelli
- 1934 : L'eredità dello zio buonanima (it) de Amleto Palermi
- 1934 : Frutto acerbo (it) de Carlo Ludovico Bragaglia
- 1936 : Non ti conosco più (it) de Nunzio Malasomma
- 1937 : È tornato carnevale de Raffaello Matarazzo
- 1937 : Contessa di Parma de Alessandro Blasetti – y compris la chanson
- 1938 : Mille Lires par mois (Mille lire al mese) de Max Neufeld
- 1939 : Ai vostri ordini, signora... de Mario Mattoli
- 1939 : Due milioni per un sorriso (it) de Carlo Borghesio et Mario Soldati
- 1939 : Dora Nelson de Mario Soldati
- 1940 : Dopo divorzieremo (it) de Nunzio Malasomma
- 1941 : La Maîtresse secrète (L'amante segreta) de Carmine Gallone – y compris la chanson
- 1942 : La bisbetica domata (it) de Ferdinando Maria Poggioli
- 1942 : Colpi di timone (it) de Gennaro Righelli
- 1943 : La Folle Journée (Giorni felici) de Gianni Franciolini
- 1943 : Incontri di notte (it) de Nunzio Malasomma
- 1943 : Senza una donna (it) de Alfredo Guarini
- 1943 : La signora in nero (it) de Nunzio Malasomma – non crédité
- 1943 : La storia di una capinera (it) de Gennaro Righelli
- 1945 : L'ippocampo (it) de Gian Paolo Rosmino
- 1945 : La carne e l'anima (it) de Vladimir Strijevski
- 1946 : Canto, ma sottovoce... (it) de Guido Brignone
- 1946 : Voglio bene soltanto a te! (it) de Giuseppe Fatigati
- 1946 : Au diable la richesse (Abbasso la ricchezza!) de Gennaro Righelli
- 1947 : L'isola del sogno (it) de Ernesto Remani
- 1947 : Ultimo amore de Luigi Chiarini – pour la chanson Boogie Woogie della pioggia
- 1948 : Une nuit de folie à l'opéra (Follie per l'opera) de Mario Costa
- 1948 : Onze hommes et un ballon (it) (Undici uomini e un pallone) de Giorgio Simonelli
- 1949 : L'Empereur de Capri (L'imperatore di Capri) de Luigi Comencini
- 1949 : Signorinella de Mario Mattoli
- 1949 : Il vedovo allegro de Mario Mattoli
- 1950 : Miss Italie (Miss Italia) de Duilio Coletti
- 1950 : Soho Conspiracy (en) de Cecil Williamson (en)
- 1950 : Totò Tarzan (Tototarzan) de Mario Mattoli – chef d'orchestre seulement
- 1950 : Deux Légionnaires au harem (Totò sceicco) de Mario Mattoli
- 1951 : Le Retour de Pancho Villa (Io sono il capataz) de Giorgio Simonelli
- 1951 : Le Mousquetaire fantôme (La paura fa 90) de Giorgio Simonelli – chef d'orchestre seulement
- 1952 : Totò en couleurs (Totò a colori) de Steno
- 1954 : Ces voyous d'hommes (Il paese dei campanelli) de Jean Boyer – coordination musicale
- 1954 : Le Signe de Vénus (Il segno di Venere) de Dino Risi – le morceau dansant seulement
- 1955 : Au Sud rien de nouveau (it) (A sud niente di nuovo) de Giorgio Simonelli
- 1957 : Maris en liberté (Mariti in città) de Luigi Comencini – chef d'orchestre seulement
- 1958 : La ragazza di piazza San Pietro (it) de Piero Costa – chef d'orchestre seulement
- 1958 : Épouses dangereuses (Mogli pericolose) de Luigi Comencini
- 1963 : L'Enfant du cirque (Il figlio del circo) de Sergio Grieco
- 1965 : Meurtre à l'italienne (Io uccido, tu uccidi) de Gianni Puccini – chef d'orchestre seulement
- 1966 : Spiaggia libera (it) de Marino Girolami – chef d'orchestre seulement